# Morti nel 1749
| Questa pagina contiene informazioni ricavate automaticamente dalle voci biografiche con l'ausilio del template Bio e di un bot. L'aggiornamento è periodico e automatico e ricostruisce completamente la pagina. Se manca una persona in questa lista, sei pregato di non aggiungerla, ma accertati piuttosto che la sua voce biografica contenga il template Bio e che i dati anagrafici siano correttamente compilati. Se il template Bio manca, inseriscilo tu stesso o, in alternativa, metti l'avviso {{tmp\|Bio}} che ne segnala la mancanza. Se i dati riportati sono sbagliati, correggi direttamente la voce biografica; le modifiche saranno visibili in questa lista entro pochi giorni. Per chiarimenti vedi il progetto biografie. La lista contiene solo le 80 persone che sono citate nell'enciclopedia e per le quali è stato implementato correttamente il template Bio. Pagina aggiornata al 18 lug 2025. |

## Gennaio(4)
- 10 gennaio - Giambattista Mariotti, pittore italiano (n. 1690)
- 26 gennaio - Hercule Mériadec de Rohan-Soubise, nobile francese (n. 1669)
- 27 gennaio - Nicolas-Henri Tardieu, incisore francese (n. 1674)
- 29 gennaio - Donato Creti, pittore italiano (n. 1671)

## Febbraio(8)
- 1º febbraio - Francesca Maria di Borbone-Francia, nobile francese (n. 1677)
- 7 febbraio - André Cardinal Destouches, compositore francese (n. 1672)
- 8 febbraio - Jan van Huysum, pittore e disegnatore olandese (n. 1682)
- 9 febbraio - Anselm Franz von Ingelheim, vescovo cattolico tedesco (n. 1683)
- 11 febbraio - Philip Livingston, imprenditore statunitense (n. 1686)
- 14 febbraio - Eustache Chartier de Lotbinière, funzionario francese (n. 1688)
- 14 febbraio - Giacomo Strobl junior, intagliatore italiano (n. 1675)
- 18 febbraio - Francesco Ferrante Gonzaga, nobile italiano (n. 1697)

## Marzo(3)
- 8 marzo - Nicolas Fréret, storico e linguista francese (n. 1688)
- 12 marzo - Alessandro Magnasco, pittore italiano (n. 1667)
- 15 marzo - Aleksandr Ivanovič Rumjancev, nobile, diplomatico e generale russo (n. 1680)

## Aprile(5)
- 5 aprile - Giuseppe Alaleona, letterato italiano (n. 1670)
- 6 aprile - Antonio Schinella Conti, fisico e matematico italiano (n. 1677)
- 10 aprile - Tommaso Aceti, vescovo cattolico, bibliotecario e filologo italiano (n. 1687)
- 18 aprile - Giovanni Antonio Veneroni, architetto italiano
- 27 aprile - Mechitar di Sebaste, monaco cristiano armeno (n. 1676)

## Maggio(5)
- 7 maggio - Jean-Jacques Amelot de Chaillou, politico francese (n. 1689)
- 11 maggio - Catharine Trotter Cockburn, filosofa, drammaturga e scrittrice inglese (n. 1679)
- 15 maggio - Niccolò Nannetti, pittore italiano (n. 1674)
- 28 maggio - Pierre Subleyras, pittore francese (n. 1699)
- 30 maggio - Sofia Carlotta d'Assia-Kassel, duchessa (n. 1678)

## Giugno(6)
- 4 giugno - Federico Augusto di Harrach-Rohrau, diplomatico e politico austriaco (n. 1696)
- 11 giugno - Johann Bernhard Bach, compositore e organista tedesco (n. 1676)
- 13 giugno - Jan Frans van Bloemen, pittore e incisore fiammingo (n. 1662)
- 13 giugno - John Norris, ammiraglio britannico
- 18 giugno - Ambrose Philips, poeta e politico inglese (n. 1674)
- 29 giugno - Bartolomeo Mazzuoli, scultore italiano (n. 1674)

## Luglio(6)
- 2 luglio - Francesco Maria Benedetti, compositore e francescano italiano (n. 1683)
- 3 luglio - William Jones, matematico gallese (n. 1675)
- 12 luglio - Charles de La Boische, militare e funzionario francese (n. 1671)
- 17 luglio - Samuel Henzi, scrittore e rivoluzionario svizzero (n. 1701)
- 19 luglio - Armand I de Rohan-Soubise, cardinale e politico francese (n. 1674)
- 23 luglio - Antonio Maria Pallavicini, patriarca cattolico italiano (n. 1674)

## Agosto(6)
- 13 agosto - Johann Elias Schlegel, scrittore e drammaturgo tedesco (n. 1719)
- 20 agosto - Raniero Felice Simonetti, cardinale e arcivescovo cattolico italiano (n. 1675)
- 22 agosto - Simone Maria Poggi, drammaturgo e poeta italiano (n. 1685)
- 24 agosto - Carlo di Monaco, principe e militare monegasco (n. 1722)
- 29 agosto - Matej Bel, storico, filosofo e pedagogista slovacco (n. 1684)
- 29 agosto - Justus Henning Böhmer, giurista e storico tedesco (n. 1674)

## Settembre(5)
- 5 settembre - John James Heidegger, impresario teatrale svizzero (n. 1666)
- 10 settembre - Émilie du Châtelet, matematica, fisica e letterata francese (n. 1706)
- 12 settembre - Ottavio Gasparini, vescovo cattolico e diplomatico italiano (n. 1676)
- 13 settembre - Richard Temple, I visconte Cobham, militare e politico britannico (n. 1675)
- 29 settembre - Adil Shah, sovrano persiano

## Ottobre(6)
- 1º ottobre - Abraham Bedros I Ardzivian, patriarca cattolico armeno (n. 1679)
- 1º ottobre - Pietro Bainville, pittore francese (n. 1674)
- 4 ottobre - Franz von der Trenck, militare austriaco (n. 1711)
- 13 ottobre - Aleksandr Borisovič Kurakin, politico e ambasciatore russo (n. 1697)
- 19 ottobre - William Ged, inventore e orafo britannico (n. 1699)
- 26 ottobre - Louis-Nicolas Clérambault, organista e compositore francese (n. 1676)

## Novembre(4)
- 11 novembre - Federico Guglielmo II di Schleswig-Holstein-Sonderburg-Beck, nobile tedesco (n. 1687)
- 16 novembre - Angelo Felice Capelli, matematico e astronomo italiano (n. 1681)
- 18 novembre - William Keith, politico e funzionario scozzese (n. 1669)
- 29 novembre - Ernesto Leopoldo d'Assia-Rheinfels-Rotenburg, tedesco (n. 1684)

## Dicembre(6)
- 5 dicembre - Pierre Gaultier de Varennes de la Vérendrye, esploratore francese (n. 1685)
- 8 dicembre - Claudine Guérin de Tencin, scrittrice francese (n. 1682)
- 11 dicembre - Bernardino Ludovisi, scultore italiano (n. 1693)
- 19 dicembre - Francesco Antonio Bonporti, compositore italiano (n. 1672)
- 23 dicembre - Mark Catesby, naturalista inglese (n. 1683)
- 28 dicembre - Francesco Girolamo Bona, arcivescovo cattolico e diplomatico dalmata (n. 1687)

## Senza giorno specificato(16)
- Bal'arab bin Himyar, sovrano omanita
- Lorenzo Boturini Bernaducci, storico, antiquario e etnologo italiano (n. 1698)
- Giuseppe Bartolomeo Caccia, medico, botanico e docente italiano
- Lelio Dalla Volpe, tipografo italiano (n. 1685)
- Vincenzo Damini, pittore italiano
- Balthasar Denner, pittore tedesco (n. 1685)
- Maria Oriana Galli da Bibbiena, pittrice italiana (n. 1656)
- Thomas Godfrey, ottico e inventore statunitense (n. 1704)
- Winifred Herbert, nobile britannica (n. 1680)
- Aureliano Milani, pittore, disegnatore e incisore italiano (n. 1675)
- Muhsinzade Abdullah Pascià, politico e militare ottomano (n. 1661)
- Federico Ernesto di Lippe-Alverdissen, nobile (n. 1694)
- Guy Louis II Vernansal, pittore francese
- Benedetto Viale, doge (n. 1660)
- Benjamin Wilkes, illustratore e entomologo inglese
- Marco de Luchi, arcivescovo cattolico dalmata (n. 1689)